# William Farr
William Farr (Kenley, Shropshire, 30 de noviembre de 1807 - 14 de abril de 1883) fue un epidemiólogo inglés.  
Afirmaba que las enfermedades son transmitidas a través de sustancias muertas, en la que basa la teoría miasmática de la enfermedad . Fue pionero en la recolección datos estadísticos sobre enfermedades y sobre mortalidad.
Es famosa su curva, conocida como la Curva o Campana de Farr (1868), por la que se describe en una curva normal, en forma una campana, que toda epidemia de manera natural tiene un comienzo, un pico de altitud que constituye su moda, y un proceso de declinación hasta su posible desaparición.
- Datos: Q3043711
- Multimedia: William Farr / Q3043711